# Minorca
Minorca – jednostka osadnicza w Stanach Zjednoczonych, w stanie Luizjana, w parafii Concordia.